# زادگاه نظامی گنجوی
زادگاه نظامی گنجوی مربوط به دوران‌های تاریخی پس از اسلام است و در شهرستان تفرش، بخش مرکزی، دهستان بازرجان، روستای طاد واقع شده و این اثر در تاریخ ۱۸ اسفند ۱۳۸۷ با شمارهٔ ثبت ۲۵۰۰۰ به‌عنوان یکی از آثار ملی ایران به ثبت رسیده‌است.